# Добри Христов
Добри Христов (буг. Добри Христов; рођен 14. децембра 1875. у Варни, Бугарска, преминуо 23. јануара 1941. у Софији) био је један од најзначајнијих бугарских композитора XX века. Писао углавном хорску, али и црквену и оркестарску музику. У својим композицијама је користио елементе бугарског фолклора. Школовао се у Прагу, Чешка Република.